# Komar (prijevoj)
Komar je planinski prijevoj u Bosni i Hercegovini. Nadmorska visina prijevoja iznosi 927 metara. Prijevoj Komar razdvaja porječje Lašve (pritoke Bosne) od porječja Vrbasa. Preko prijevoja Komar prolazi magistralna cesta M-5 koja povezuje Donji Vakuf s Travnikom. U prošlosti preko prijevoja Komar vodila je željeznička pruga iz Travnika ka Jajcu. Putnička linija ukinuta je 15. listopada 1975. godine, a tri godine kasnije ukinut je i teretni promet željeznicom preko Komara.
Tijekom zimskih mjeseci preko prijevoja Komar se često prometuje otežano.